# Franz von Zedlitz und Leipe
Franz Adolf Eduard Benjamin von Zedlitz und Leipe (Berlín, 21 d'abril de 1876 – Brochocin, Trzebnica, Polònia, 29 de març de 1944) va ser un tirador alemany que va competir a començaments del segle xx.
El 1912 va prendre part en els Jocs Olímpics d'Estocolm, on disputà dues proves del programa de tir. Guanyà la medalla de bronze en la competició de fossa olímpica per equips, mentre en la prova individual fou quart.